# Epactoides hanskii
Epactoides hanskii là một loài bọ cánh cứng trong họ Bọ hung (Scarabaeidae).